# Solanum mauritianum
Pour les articles homonymes, voir Tabac marron.
Espèce
Synonymes
- Solanum auriculatum Ait.[2]
- Solanum auriculatum Aiton[3]
- Solanum tabacifolium Vell.[1]
- Solanum verbascifolium var. auriculatum (Aiton) Kuntze[1]

Solanum mauritianum, appelé localement Bringellier marron, Tabac marron ou Faux tabac, est une espèce de plantes dicotylédones de la famille des Solanaceae, originaire d'Amérique du Sud.
Ce sont des arbustes pouvant atteindre 5 mètres de haut dont les fruits sont des baies globuleuses jaunes à maturité.
Toutes les parties de la plante sont toxiques.

## Description

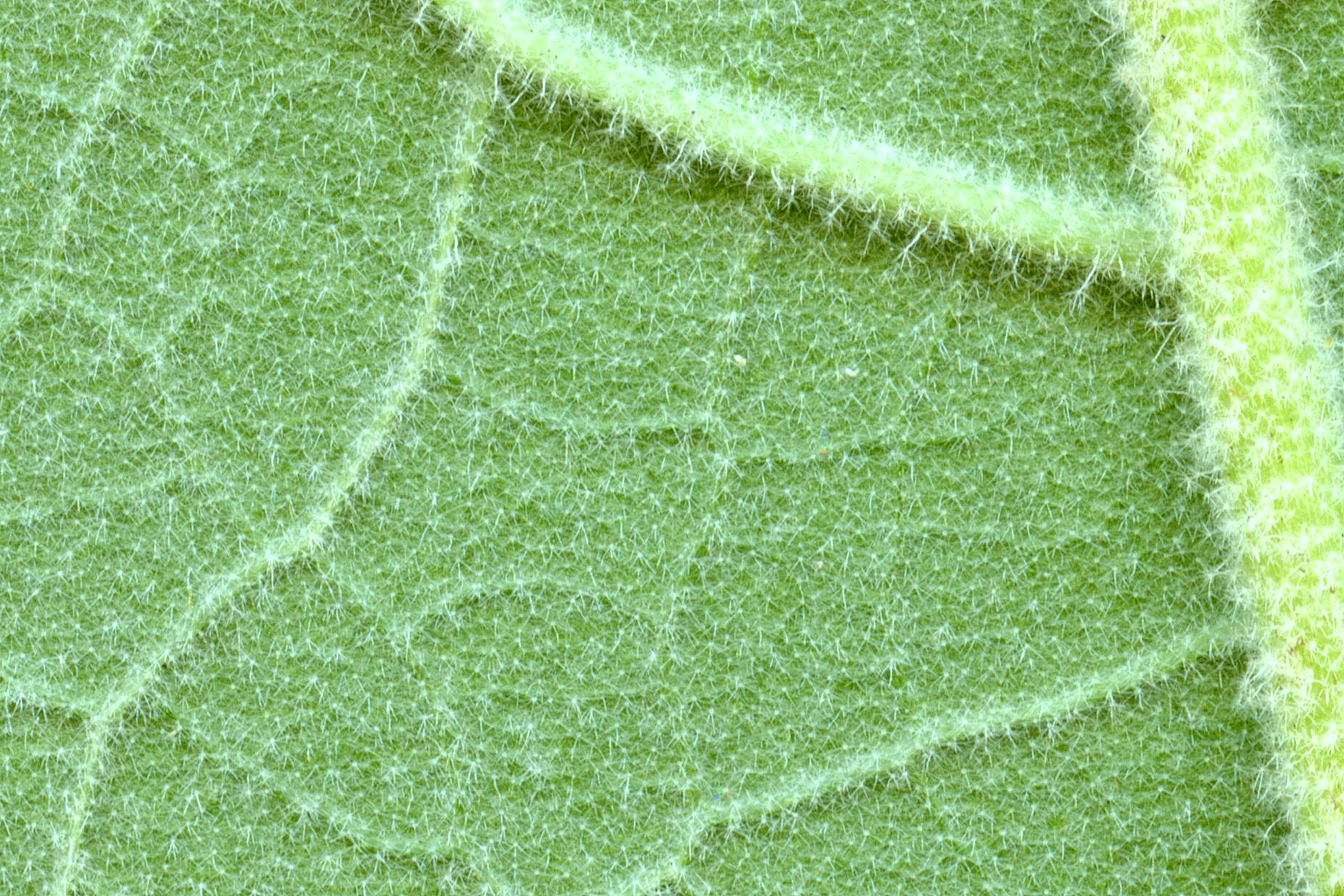
L'examen détaillé de la face inférieure d'une feuille de Solanum mauritianum montre que son feutrage est constitué par une forte densité de poils étoilés.

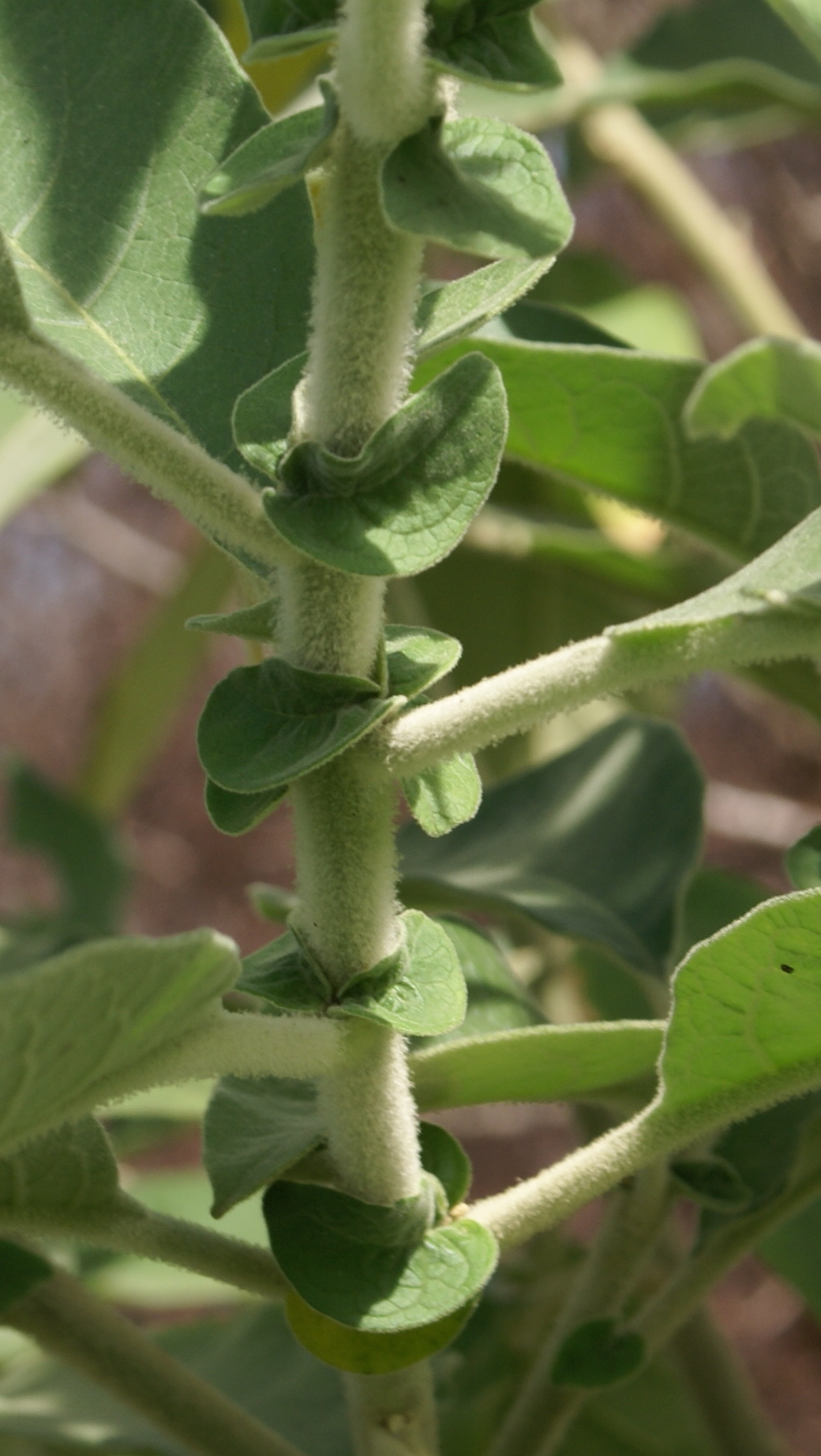
À l'insertion des feuilles sur la tige, le bourgeon axillaire est remplacé par un rameau atrophié, généralement garni de deux feuilles miniatures en forme d'oreillettes qui donnent l'illusion de stipules et qui sont à l'origine du synonyme Solanum auriculatum.

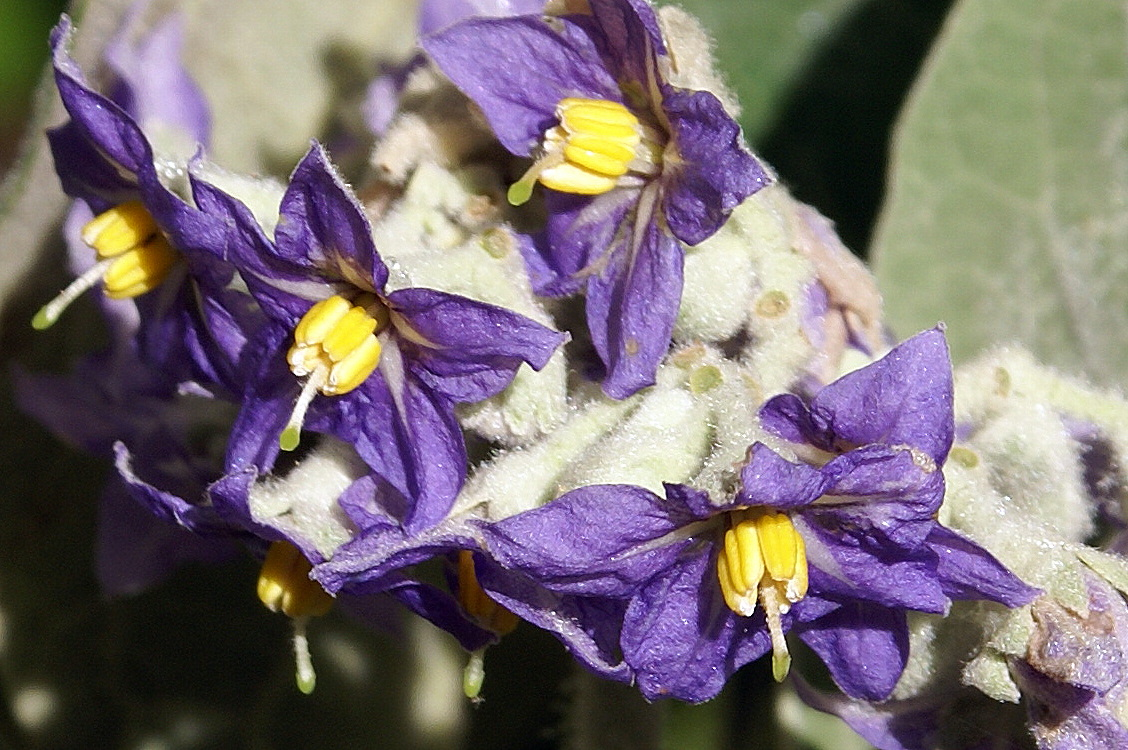
Détail des fleurs.

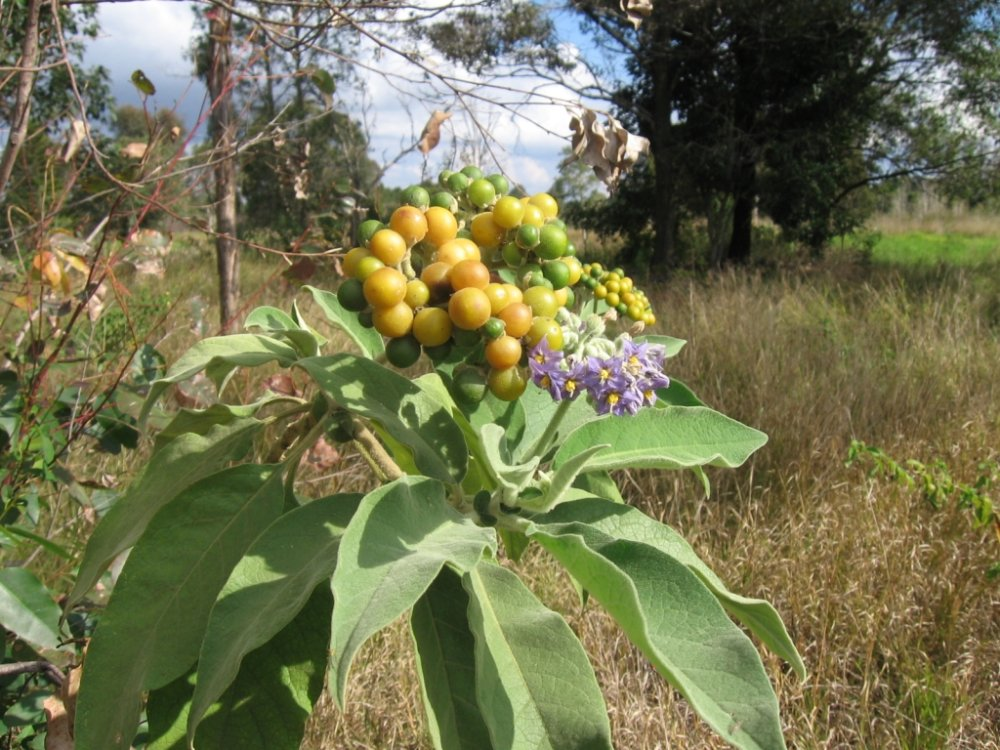
Fruits

### Aspect général
Solanum mauritianum est un arbuste ligneux sans épines, fortement ramifié, qui peut atteindre jusqu'à 5 mètres de hauteur. Les tiges sont cylindriques, pubescentes, de couleur blanchâtre à verdâtre. L'odeur de la plante est forte.

### Feuilles
Les feuilles sont grandes, simples et entières, de forme elliptique, à bout pointu et base en coin. Elles atteignent jusqu'à 30 cm en longueur et 12 cm en largeur. Leur position sur la tige est alterne, parfois sub-opposée. À la base du pétiole, long de 1,5 à 6 cm, se développent une ou deux petites feuilles, en forme d'oreillettes, qui font office de stipules. Des poils à structure étoilée recouvrent les feuilles, de manière plus ou moins clairsemée à la face supérieure, de manière dense à la face inférieure formant sur celle-ci une sorte de feutrage laineux. Ce caractère laineux est d'ailleurs à l'origine d'une appellation anglophone fréquente, celle de “Woolly nightshade” (la “morelle laineuse”).

### Fleurs
Les fleurs sont typiques du genre Solanum. La corolle, avec ses 10 à 25 mm de diamètre, de couleur mauve ou violette, plus rarement blanche, est formée de 5 pétales soudés à la base. Les 5 étamines, également soudées à la base, aux anthères épaisses, forment une colonne centrale dont la couleur jaune contraste avec celle des pétales et du milieu de laquelle émerge et dépasse un style long de 5 à 7 mm. L’ovaire est supère et pubescent. Les inflorescences sont des cymes en corymbe. Elles sont portées par un long pédoncule dressé qui naît à la bifurcation de deux branches.

### Fruits
Les fruits sont des baies globuleuses de la taille d'une petite cerise, qui en mûrissant passent du vert au jaune. Chaque fruit contient en moyenne de 150 à 200 graines.

## Répartition géographique
Solanum mauritianum est originaire, non pas de Maurice, mais de la région du Rio Paraná  nord de l'Argentine, l'Uruguay, le Paraguay et le sud du Brésil.

### Caractère envahissant
L'espèce, qui s'adapte à une vaste gamme d'habitats, s'est répandue dans de nombreuses autres régions tropicales du monde (Afrique australe et orientale, Australie, Nouvelle-Zélande, Madagascar, Mascareignes, îles du Pacifique notamment la Nouvelle-Calédonie, etc.) où elle est devenue envahissante.
En Nouvelle-Calédonie, où il a été signalé pour la première fois en 1870, il est présent sur l'ensemble du territoire, sur les pistes forestières et les terrains nouvellement défrichés. Le Code de l'environnement de la Province Sud interdit l’introduction dans la nature de cette espèce ainsi que sa production, son transport, son utilisation, son colportage, sa cession, sa mise en vente, sa vente ou son achat.

### Lutte biologique
En Afrique du Sud, une punaise suceuse de sève, Gargaphia decoris, est utilisée dans la lutte biologique contre cette espèce.

## Écologie
Exemple d’ornithochorie, la dispersion des graines de Solanum mauritianum est assurée par les oiseaux frugivores. Selon les régions, diverses espèces ont été identifiées comme particulièrement friandes de ses fruits, souvent des colombidés : le pigeon picazuro (Patagioenas picazuro) en Uruguay, le pigeon rameron (Columba arquatrix) en Afrique, le pigeon “collier blanc” (Columba vitiensis) et le notou (carpophage géant) en Nouvelle-Calédonie,, etc.

## Usages
La principale substance toxique présente dans la plante est la solasodine, un glyco-alcaloïde susceptible d'intéresser l'industrie pharmaceutique comme précurseur de la synthèse d'hormones stéroïdiennes, notamment contraceptives. En particulier dans les fruits verts, la concentration en solasodine atteint 2,0 % à 3,5 % du poids sec. Bien que des cas d'innocuité de la consommation des feuilles par du bétail ou de l'ingestion des fruits mûrs par des humains aient pu être rapportés, les autorités rappellent que Solanum mauritianum peut causer des empoisonnements graves, potentiellement mortels. Les moutons, les bovins, les porcs sont réputés sensibles : l'intoxication provoque des diarrhées importantes, une dépression nerveuse, un amaigrissement rapide et entraîne la mort dans un délai d'une semaine.
Malgré cette toxicité, ou plutôt en raison de celle-ci, divers usages empiriques en médecine populaire ont été recensés à travers le monde : contre la fièvre au Brésil, contre la syphilis et la gale à Madagascar, comme stimulant de la sécrétion biliaire en Nouvelle-Calédonie, etc.
Un usage commun des feuilles fraîches dans la nature, à condition de bien utiliser la face supérieure, est celui de substitut au papier hygiénique, d'où par exemple le surnom donné à La Réunion de “papier-U” ou de “PQ péi”. Cet usage serait d'ailleurs souverain contre les hémorroïdes.

## Noms vernaculaires
La référence au tabac est fréquente dans les appellations vernaculaires de Solanum mauritianum à cause de la ressemblance des feuilles. En Uruguay, l'un de ses pays d'origine, c'est le « tabaquillo » ou le « tabaco del monte ». Pour les Australiens, c'est le « Tree tobacco » ou le « Wild tobacco tree ». Dans les régions francophones ou créolophones à base lexicale française comme à La Réunion ou à Maurice, c'est aussi le « tabac marron » ou le « bois de tabac marron »,.
Le nom spécifiquement réunionnais de « bringellier marron » souligne, quant à lui, la ressemblance avec Solanum melongena, la plante qui produit les aubergines, qui sont appelées « bringelles » à La Réunion. Les traits communs comme l'aspect arbustif, la texture des feuilles, la forme et la couleur des fleurs marquent d'ailleurs une proximité plus forte qu'avec le tabac.

## Étymologie
Le nom générique « Solanum », genre auquel appartiennent également des plantes aujourd'hui universellement connues et répandues comme la pomme de terre et la tomate et qui à l'origine désignait en latin chez les Romains la seule morelle douce-amère (Solanum dolcamara). Le nom « Solanum », sans doute en raison des vertus apaisantes et stupéfiantes de la morelle, dérive du verbe « solor » qui signifie « soulager ». Quant à l'épithète spécifique « mauritianum », il se traduit simplement par « mauricien(ne) ». Solanum mauritianum est donc la « morelle de Maurice », qui, ironie du sort, n'a cependant aucune origine mauricienne.